# 李傕

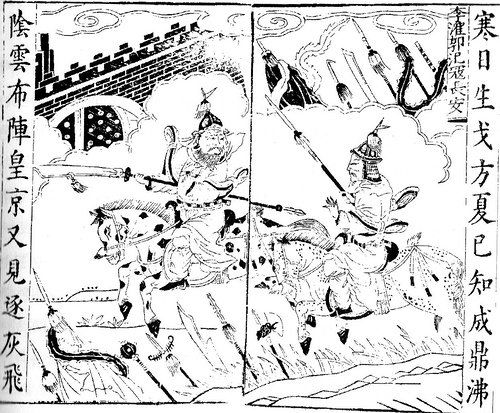
李傕、郭汜攻占长安

李傕（？—198年），字稚然，北地郡（郡治高陵县，今陕西省高陵区）人，東漢末年的群雄之一，出自涼州軍閥，是繼董卓之後的權臣。性格勇猛詭譎，善于用兵，有辩才。官至大司馬、車騎將軍、司隸校尉，爵位為池陽侯。
在董卓被呂布、王允聯合所殺之後，听从谋士贾诩“奉国家以正天下”之策，與同僚郭汜、張濟等人合作攻進長安，擊敗呂布並殺了王允，由此一度挾持漢獻帝掌控了東漢朝廷而专政，四年後被關中諸將討伐而敗亡。

## 生平

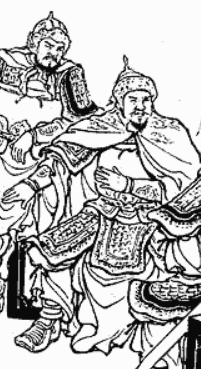
连环画《三国演义》（1957年版）中的李傕画像

初平二年（191年），陽人之戰後，董卓派李傕為使者遊說孫堅，欲與孫堅和親，許以高官厚祿，孫堅拒絕。後被董卓女婿牛輔派遣至中牟與朱儁交戰，擊破朱儁，败军進至陳留、潁川等地劫掠，大軍所過之處擄殺一空。曹操謀士荀彧是潁川人，在李傕劫掠潁川前就讓族人全部離開逃過一劫。
初平三年（192年）六月至興平二年（195年）八月，李傕任車騎將軍、司隸校尉、開府、假節，和三公共稱四府，有參與「選舉」權力。但李傕並沒有擔任過當時主持朝政大小事宜的「錄尚書事」這足以總理朝政的最大官職，而是以朝中舊臣錄尚書事，行使行政權。

### 文和亂武
初平三年（192年）四月，董卓被王允、呂布謀殺，牛輔也被殺害，李傕等人無所依託，欲解散歸鄉，怕得不到赦免，武威人賈詡在李傕軍中任職，對李傕說：「聽長安人議論說欲誅盡涼州人，各位如果棄軍單行，則一個小小的亭長就能抓住你們了。不如率軍西進，攻打長安，為董卓大人報仇。如果成功，則奉國家以正天下；如不成功，再走也不遲。」李傕等人採納賈詡建議，到處說：「朝廷不赦免我們，我們應當拼死作戰。如果攻克長安，則可以得到天下；攻不下，則搶奪三輔的婦女財物，西歸故鄉，還可以保命。」部下紛紛響應，於是同郭汜、張濟等人結盟，率軍幾千人，日夜兼程，攻向長安。王允派董卓舊部徐榮、胡軫在新豐迎擊。結果徐榮戰死，胡軫率部投降。李傕沿途收集部隊，到達長安已有十餘萬人。五月，李傕等人又與董卓舊部樊稠、李蒙、王方等人會合，一起圍攻長安，八日後城陷，屯南宮掖門，與呂布巷戰，呂布敗走，殺太僕魯馗、大鴻臚周奐、城門校尉崔烈、越騎校尉王頎，族滅王允三族。李傕等人縱兵劫掠，百姓、官員死傷不計其數。李傕等人佔領長安，挾持漢獻帝封李傕揚武將軍，郭汜為揚烈將軍，樊稠等人皆為中郎將。八月，詔太傅馬日磾、太僕趙岐杖節鎮撫關東。
九月進封李傕為車騎將軍、開府、領司隸校尉、假節、池陽侯，郭汜為後將軍、美陽侯，樊稠為右將軍、萬年侯，張濟被封為鎮東將軍、平陽侯，外出屯駐在弘農，以賈詡為左馮翊。據袁宏《後漢紀·後漢孝獻皇帝紀》記載：初平三年（192年），冬十月，李傕舉博士李儒為侍中，獻帝詔曰：「儒前為弘農王郎中令，迫殺我兄，誠宜加罪。」辭曰：「董卓所為，非儒本意，不可罰無辜也。」李傕、郭汜、樊稠三人共同把持朝政，隨自己喜好任免官員，又常縱兵劫掠，幾年內三輔百姓損失殆盡。

### 執政時期
興平元年（194年）三月馬騰、韓遂聯合關中部分士大夫共攻李傕，李傕派郭汜、樊稠及侄子李利與馬騰、韓遂大戰於長平觀。馬、韓大敗，損失一萬多人，退回涼州。李傕擊敗馬、韓之後，郭汜、樊稠因有戰功而加「開府」之權，權力大增，跟三公、李傕合為六府，朝廷在關中權力大減。此時是李、郭、樊三人權力最大的時刻。
全國大荒，李傕因軍隊糧食不夠，不聽賈詡所言而侵奪獻帝原本要拿來賑災的錢財。接著李、郭、樊因為軍隊還是缺糧，竟任由軍隊掠奪百姓，造成更嚴重的飢荒，關中百萬以上的人口，各自餓死逃竄，紛紛南遷至劉表、劉焉、張魯等人的領地。
興平二年（195年），李傕等人相互爭權，矛盾激化。二月，樊稠欲帶兵向東出關，向李傕索要更多的士兵，李傕顧忌樊稠勇而得人心，又因當初樊稠私放走韓遂，於是召樊稠、李蒙參加會議，由其外甥騎都尉胡封在會議上刺死樊、李，兼併部隊，諸將更相互猜忌。李傕經常在自己家宴郭汜，有時留郭汜宿。郭汜妻子害怕李傕送婢妾給郭汜，挑撥他們。一次李傕送酒菜，郭汜妻子把豆豉說成毒藥，食用前郭妻把豆豉挑出來，使郭汜起疑。過幾天李傕再宴請郭汜，把郭汜灌得大醉，郭汜懷疑李傕想毒害他，趕緊喝糞汁催吐解酒。於是率兵相攻，交戰連月，死者萬計。李傕請賈詡為宣義將軍，來幫助自己。漢獻帝派人勸解，沒有成功。
三月，安西將軍楊定害怕李傕謀害，與郭汜合謀劫持漢獻帝到自己的營中，但計劃洩漏，李傕搶先下手，於丙寅日（2月21日）派侄子李暹劫持漢獻帝到自己營中，郭汜劫持前來勸和公卿，二人繼續交戰。李傕對漢獻帝多有怠慢，帝敢怒不敢言，進封李傕為大司馬，位三公之上。

### 末路
六月，鎮東將軍張濟自陝至，想和解李傕、郭汜，遷天子幸他縣。李傕和郭汜答應和解，並許諾各自愛子做人質。
七月，漢獻帝出長安東歸，李傕引兵出屯池陽，張濟、郭汜以及原董卓部下楊定、楊奉、董承皆隨天子車駕東歸，漢獻帝以張濟為驃騎將軍，開府如三公；郭汜為車騎將軍，楊定為後將軍，楊奉為興義將軍。皆封列侯。又以董承為安集將軍。沿途諸將屢有爭端。
建安元年（196年）七月，漢獻帝輾轉流亡，於甲子日（8月12日）回到了已成為廢墟的洛陽，最後於八月庚申日（10月7日）被曹操迎奉許都。張濟因軍中缺糧，出兵南陽掠奪，攻打穰城，戰死，餘部由侄子張繡率領，駐紮在宛城。
建安二年（197年），左將軍劉備誘殺楊奉。漢獻帝在曹陽逃過一劫，賈詡離開李傕，投奔段煨，不久又歸張繡。郭汜被部將伍習殺死，餘部被李傕兼併。冬十月，曹操派謁者僕射裴茂率領關中諸將段煨、梁兴、张横等討伐逃到黄白城的李傕。
建安三年（198年）四月，李傕被梁兴、张横等人击败斩首并送往曹操处，段煨將李傕全家老少200餘口押解許都，曹操下令夷三族。獻帝痛恨李傕一族的狂妄無禮，下令將李傕的首級高掛在許都城上示眾。

## 家庭成員

### 子女
- 李式，子，深受其母所宠爱
- 李氏，曾作为人质和郭汜讲和

### 其他親族
- 李應，一作李維[8]，李傕從弟，任上军校尉，曾是趙溫之故吏，曾勸阻李傕殺害趙溫。
- 李桓，李傕從弟，李傕曾打算以李桓作為人質與郭汜、張濟議和。
- 李利，李傕兄長之子，與樊稠等討伐韓遂但作戰不力。
- 李暹，一作李進[9]，李傕兄長之子，任副車中郎将，曾逼使獻帝離宮到李傕之軍營。
- 李循，李傕兄長之子，曾與李利對獻帝無禮，未知是否即李暹。[10]
- 胡封，李傕外甥，任骑都尉。受命于會議上殺死右将军樊稠和李蒙。

## 部下
- 左靈，南郡太守，與賈詡一同監察押運天子車駕，演義中為李傕幕僚。
- 胡邈，漢侍中，被李傕重用，詔書讓他改動修飾，亦曾代李傕去和皇甫酈交涉。
- 王昌，獻帝虎賁，曾被李傕派去追殺皇甫酈，但王昌感其忠義，將皇甫酈放走。
- 宋果，李傕軍吏，與楊奉等密謀殺害李傕，但事跡敗露，於是領兵叛逃，令李催勢力大減。
- 張苞、張龍，李傕中郎將，與郭汜密謀誅殺李傕。

## 艺术形象

### 《三國演義》中的李傕
《三國演義》中描寫的李傕與史書記載相差不多，《演義》還提到他是「飛熊軍」的統領者之一，在攻打長安一戰中，他以“彭越挠楚”之法击败了吕布，夺取了长安，刻畫了他有智謀的一面。

### 影视形象
- 香港亚洲电视剧《貂蝉》（1987年）：刘云峰
- 台灣華視電視劇《關公》（1996年）：林诚
- 中國電視劇《三国》（2010年）：龚志学
- 电视剧《曹操》（2014年）：杨天鹏
- 电视剧《武神赵子龙》（2016年）：刘亚鹏

## 迷信
《三國志·董卓傳》裴注引《獻帝起居注》記載李傕非常迷信，起居出入大小事都要經過卜祀同意才放心。「常有道人及女巫歌謳擊鼓下神，祠祭六丁，符劾厭勝之具，無所不為。又於朝廷省門外，為董卓作神坐，數以牛羊祠之，訖，過省閤問起居，求入見。」
時有讖語「代漢者，當塗高也」，女巫道人說傕「塗即途也，當塗高者，闕也。傕同闕，另極高之人謂之傕。」

## 评价
当时的侍中刘艾（《献帝起居注》的作者）对李傕和郭汜的评价较高，认为其用兵作战的能力在孙坚之上。在孙坚击败胡轸、吕布，斩杀华雄之后，董卓感慨说关东诸侯不堪一击，但孙坚很不好对付，而侍中刘艾却不以为然。
艾曰：
“坚用兵不如李傕、郭汜。”——《后汉纪》 
“坚虽时见计，故自不如李傕、郭汜。”——《三國志·孫破虜傳》裴注引《山阳公载记》。
雖然董卓非常肯定孫堅的軍事才能，但從上述記載可以看出李、郭二人是當時董卓軍隊值得稱道的宿將。
李傕的文化水平不高，據《三國志·董卓传》裴注引《献帝起居注》記載，當時的侍中楊琦上奏李傕為“邊鄙之人，習于夷風”，此記載亦出現在周天遊校注的袁宏《後漢紀》，時間是漢獻帝興平二年。（《後漢孝獻皇帝紀卷第二十八》）
李傕曾击败與皇甫嵩齊名的名将朱儁，大破吕布，击杀曾大破“亂世奸雄”曹操和“江東猛虎”孫堅的徐荣，击败马腾、韩遂的联军，可见当时也是一大猛将。
朱儁：「傕、汜小竖，樊稠庸儿，无他远略，又埶力相敌，变难必作。」
沮俊骂李傕等人：「汝等凶逆，逼迫天子，乱臣贼子，未有如汝者！」後被殺死。（《後漢書·董卓列傳》）
《三國演義》裡李傕的效彭越撓楚之法也被毛宗崗父子評為與“毒士”賈詡並列的能謀善算的武將。

## 延伸阅读
[在维基数据编辑]
 《三國志/卷06》，出自陳壽《三國志》
 在维基共享资源阅览影像